# IC 656
IC 656 — галактика типу C+*3 у сузір'ї Лев.
Цей об'єкт міститься в оригінальній редакції індексного каталогу.